# Stvolová
Stvolová település Csehországban, a Blanskói járásban. Stvolová Skrchov, Lazinov, Letovice, Křetín, Prostřední Poříčí, Rozhraní és Študlov településekkel határos. Lakosainak száma 169 fő (2024. január 1.).

## Népesség
A település lakosságának változását az alábbi diagram mutatja:
| Lakosok száma | 284  | 299  | 343  | 259  | 190  | 164  | 163  | 163  | 163  | 169  |
|               | 1869 | 1890 | 1921 | 1950 | 1980 | 2001 | 2017 | 2019 | 2022 | 2024 |